# Bandari
Bandari (Persisch: بندری) oder Hormozgani (هرمزگانی) ist ein Dialekt der persischen Sprache, der an der iranischen Küste des Persischen Golfs gesprochen wird (Provinzen Hormozgan und Buscher).

## Etymologie
Der Name „Bandari“ kommt vom Persischen Wort Hafen „Bandar“. Dies liegt daran, dass der Dialekt am Persischen Golf, also in Hafenstädten gesprochen wird. Die Alternativbezeichnung „Hormozgani“ kommt von der Region Hormozgan.

## Vokabular
Der Dialekt beinhaltet viele arabische und belutschische Lehnwörter, die es in anderen Dialekten nicht gibt, da am Persischen Golf auch viele Belutschen und Araber leben. Durch den Seehandel haben sich aber auch Lehnwörter aus anderen Sprachen in dem Dialekt etabliert, etwa Hindi, Portugiesisch, Englisch und Spanisch. Der Dialekt wird häufig in persischer Musik verwendet.